# Meterbønne
Meterbønne (Vigna unguiculata ssp. sesquipedalis) er en ærteblomstret plante. Den dyrkes for sine lange bælge, der kan blive op til 100 cm lange, men oftest er omkring det halve. Underartens videnskabelige navn, sesquipedalis = 'halvanden fod', sigter til bælgens længde.
| Portal | Portal:Botanik |